# Chissey-sur-Loue
Chissey-sur-Loue är en kommun i departementet Jura i regionen Bourgogne-Franche-Comté i östra Frankrike. Kommunen ligger i kantonen Montbarrey som tillhör arrondissementet Dole. År 2022 hade Chissey-sur-Loue 322 invånare.

## Befolkningsutveckling
Antalet invånare i kommunen Chissey-sur-Loue
Referens:INSEE